# Еберхард II фон Вертхайм
Еберхард II фон Вертхайм (на немски: Eberhard II von Wertheim; * ок. 1417/1418; † 1447) е граф на Вертхайм.
Той е най-възрастният син на Георг I фон Вертхайм († 1453/1454) и съпругата му Анна фон Йотинген-Валерщайн († 1461), дъщеря на граф Фридрих III фон Йотинген († 1423) и втората му съпруга херцогиня Евфемия от Силезия-Мюнстерберг († 1447).

## Фамилия
Еберхард II се жени на 17 октомври 1441 г. за графиня Маргарета фон Хенеберг-Рьохмилд (* 1427, † 7 март 1460/1465), дъщеря на граф Георг фон Хенеберг-Рьомхилд-Ашах († 1465) и втората му съпруга графиня Йохана (Йоханета) фон Насау-Саарбрюкен-Вайлбург († 1481), дъщеря на граф Филип I фон Насау-Саарбрюкен-Вайлбург († 1429). Маргарета е сестра на Фридрих II, граф на Хенеберг-Ашах-Рьомхилд (1465 – 1488), Филип фон Хенеберг, епископ на Бамберг (1475 – 1487) и Бертхолд фон Хенеберг, архиепископ на Майнц (1484 – 1504).
Еберхард II и Маргарета нямат деца.
Вдовицата му Маргарета се омъжва втори път пр. 25 ноември 1450 г. за граф Гюнтер II фон Мансфелд-Кверфурт († 1475).